# Altria Group
Altria Group, cunoscută anterior ca Philip Morris Companies Inc., este cel mai mare concern din industria tutunului din lume, cu vânzări de peste 100 miliarde $ în 2006 (o parte a acestei cifre se datorează fostei subsidiare, Kraft Foods, care a fost separată de grup în 2007).
Printre mărcile de țigări deținute de companie se numără Marlboro, Chesterfield, L&M și Assos.

## Istoric
În august 2008, compania a achiziționat compania UST pentru suma de 10 miliarde dolari, producătorul țigărilor Marlboro intrând astfel pe piața țigaretelor fără fum.
În noiembrie 2009, un juriu de la un tribunal american din Florida a decis ca producătorul de țigarete Philip Morris să plătească daune de 300 de milioane de dolari unei fumătoare care a ajuns dependentă de un scaun cu rotile din cauza unui emfizem pulmonar.

## Altria Group în România
Compania deține o fabrică la Otopeni, care a demarat producția în anul 2001, după o investiție de 100 de milioane de dolari.
În ianuarie 2010, fabrica avea 450 de angajați,
iar Altria avea în total 700 de angajați în România.
Compania a avut vânzări de 530 milioane euro pe piața românească în anul 2008